# ترشی‌تره
تورشه تره نوعی خورش گیلانی است که در گیلان و نواحی غرب مازندران توسط مردم گیلک طبخ و معمولاً با ماهی سرخ شده یا ماهی دودی یا به تنهایی سرو می‌شود.

## مواد لازم
1. سبزی خورشی با غالبیت اسفناج و بدون شنبلیله
2. سیر یک یا دو بوته
3. تخم مرغ ۳ تا ۴ عدد
4. روغن یک پیمانه (۱۵۰ گرم)
5. ماده ترش کننده (آبغوره، آبلیمو، آب نارنج، جوهر لیمو)
6. نمک به مقدار لازم

طرز تهیه تورشه تره اصیل گیلکی:
سبزیجات را خوب خرد می‌کنیم، می‌توانیم یکی دو حبه سیر یا یک عدد پیاز را هم با آن رنده کنیم، به میزان مورد نیاز آب در داخل ظرف محتوی سبزی می‌ریزیم و برنج نیمدانه محلی را نیز برای لعابدار کردن به آن اضافه می‌کنیم، سبزیجات باید یک ساعت با شعله ملایم بپزد تا آب آن خشک شود، در صورتی که آب بخار شد می‌توان به آن آب جوش اضافه کرد، در مرحله بعد سیرداغ به همراه زردچوبه را آماده و به آن تخم مرغ را اضافه کرده و خوب سرخ می‌کنیم، اکنون سبزیجات پخته شده را که آبش خشک شده در تابه ریخته و به آن روغن اضافه می‌کنیم و با شعله کم حداقل تا یک ربع تفت میدیم و ماده ترش کننده را نیز اضافه می‌کنیم، و همچنین سیرداغ و تخم مرغ را نیز اضافه می‌کنیم، اکنون باید بگذاریم که مواد با شعله ملایم حرارت ببیند تا روغن پس دهد. زمان پخت غذا حداقل یک ساعت و نیم است. البته فرمولهای دیگری نیز برای پخت این غذا پیشنهاد شده که همگی غیر اصیل هستند و قدیمی‌ترین و اصلی‌ترین و خوشمزه‌ترین شیوه پخت آن، همین هست.